# Rue Royale-Saint-Martin
Pour les articles homonymes, voir Rue Royale.
La rue Royale-Saint-Martin est une ancienne voie de Paris, aujourd'hui disparue, située dans l'ancien 6e arrondissement qui a été incorporée à la rue Réaumur au XIXe siècle.
Elle ne doit pas être confondue avec la rue Royale, voie du 8e arrondissement.

## Situation
La rue Royale-Saint-Martin reliait la rue Saint-Martin à la place de l'Ancien-Marché-Saint-Martin,.
Au débouché de la rue Saint-Martin, elle formait une place appelée « Carré Saint-Martin » dont les maisons, en direction du marché Saint-Martin, formaient un angle arrondi.

## Origine du nom
Elle est nommée « rue Royale » en l'honneur de Louis XV qui avait ordonné la création du marché Saint-Martin et de la rue.

## Historique
Un édit royal du 25 mars 1765 établit un marché couvert sur des terrains appartenant au prieuré Saint-Martin-des-Champs. L'édit prévoit également qu'une nouvelle rue soit créée entre la rue Saint-Martin et l'ancien marché Saint-Martin à l'emplacement de la cour du prieuré. Une ordonnance royale du 29 décembre 1824 fixe la largeur minimale de la rue à 10 m. 
Elle est appelée rue de la Fraternité sous la Révolution et rue Nationale en 1849.
La rue Royale-Saint-Martin disparait lors de l'ouverture de la première section de la rue Réaumur, entre 1854 à 1858, à laquelle elle est incorporée dans tracé de la rue. 

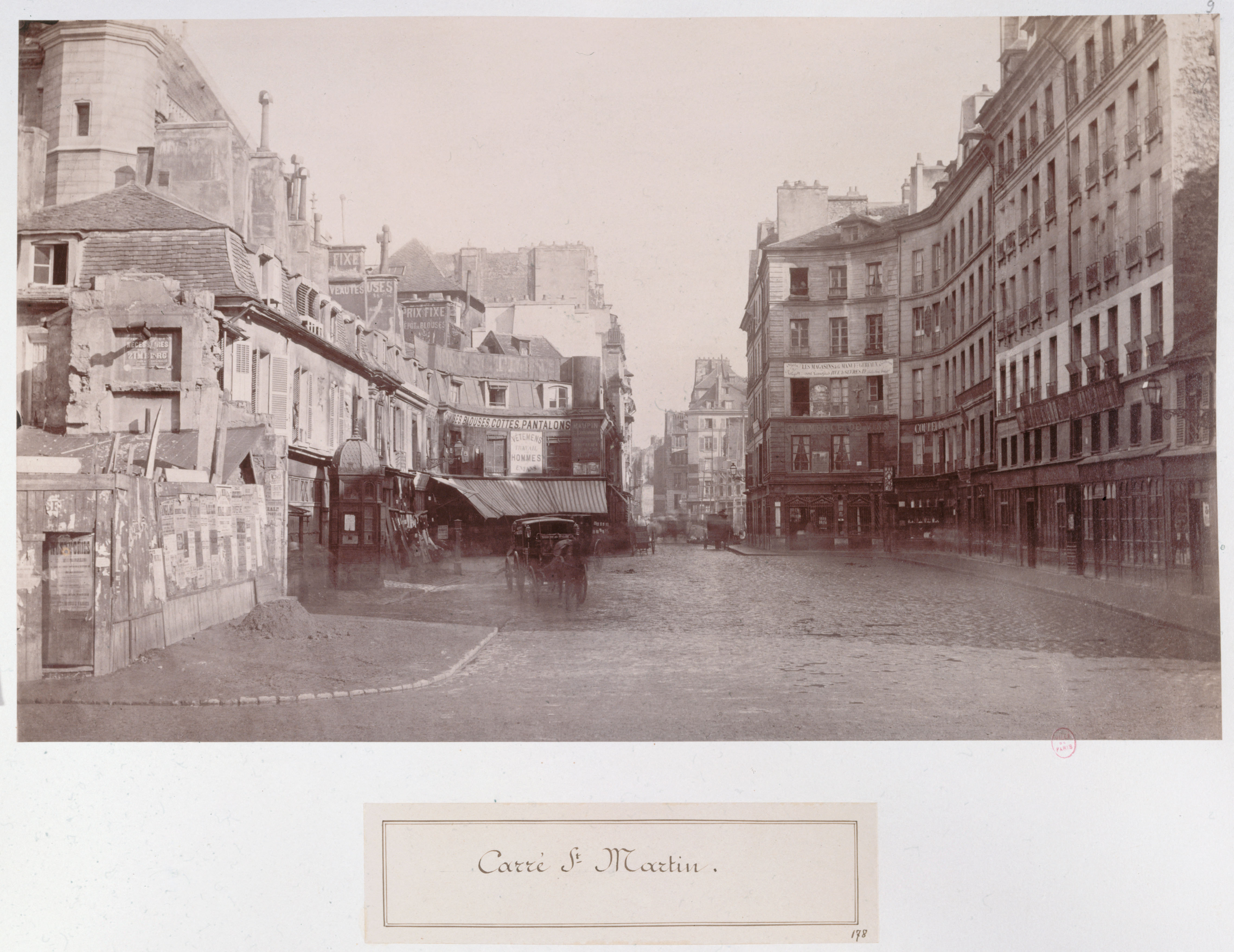
Vue perspective de la rue Royale-Saint-Martin, avec au premier plan le Carré Saint-Martin. On aperçoit à gauche la tourelle de l'église Saint-Martin-des-Champs.
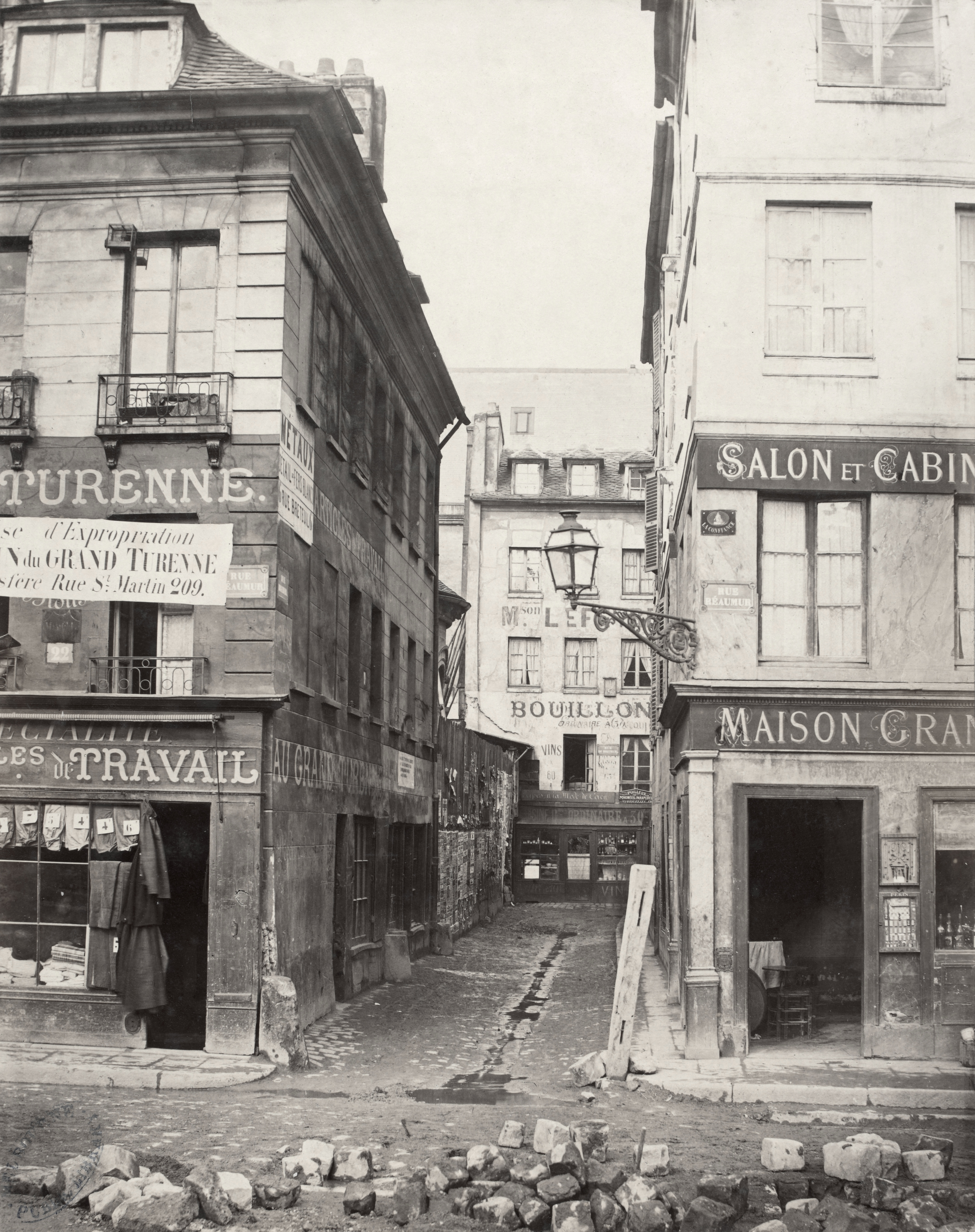
Angle des rues Réaumur, anciennement Royale-Saint-Martin, et de Breteuil dans les années 1850-1860.
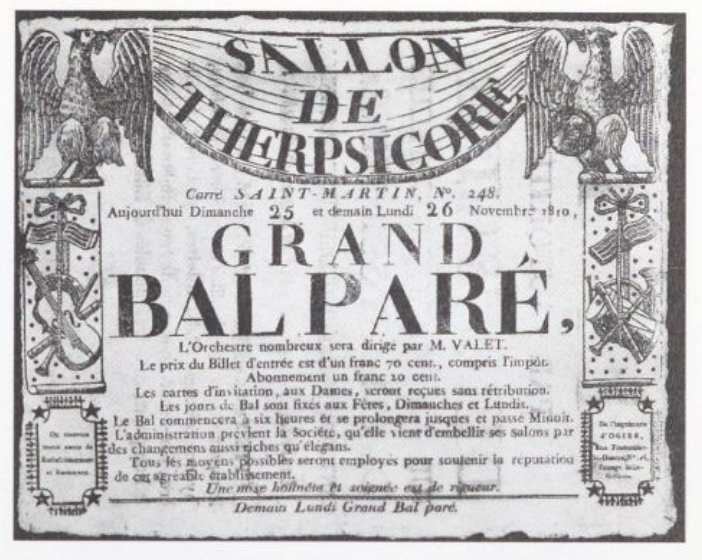
Affiche annonçant un bal organisé en décembre 1810 au Carré Saint-Martin.